# Fifi la plume
Pour plus de détails, voir Fiche technique et Distribution.
Fifi la plume est un film français d'Albert Lamorisse sorti en 1965.

## Synopsis
Fifi, grand garçon maladroit, est prêt à tout pour s'approprier des montres ou des pendules. Lors d'un cambriolage, il est repéré et s'enfuit jusque dans un cirque. Le directeur l'embauche car il veut que Fifi lui serve de cobaye pour son invention : greffer des ailes à quelqu'un pour offrir un vol plané aux spectateurs. Fifi utilisera ses ailes pour dérober des montres ; il rencontre Mimi, une ravissante écuyère qui l'admire. Cependant il doit faire face au dompteur, son rival, car il aime également la jeune femme. S'ensuivent des aventures plus loufoques les unes que les autres, jusqu'à ce que Mimi, jalouse, lui coupe ses ailes : ils partent alors sur une île déserte tandis que le dompteur, devenu le nouvel homme-oiseau, est arrêté par la police.

## Fiche technique
- Titre : Fifi la plume
- Réalisateur : Albert Lamorisse
- Photographie : Maurice Fellous et Pierre Petit
- Musique : Jean-Michel Defaye
- Société de production :  Films Montsouris
- Directeur de production : Jean Velter
- Pays de production :  France
- Format : Noir et blanc - 35 mm - Son mono
- Genre : Comédie
- Durée : 80 minutes
- Date de sortie : 
  - France : 27 octobre 1965

## Distribution
- Philippe Avron : Fifi
- Henri Lambert : le dompteur
- Mireille Nègre : l'écuyère
- Raoul Delfosse : le directeur du cirque
- Michel de Ré et Martine Sarcey : le couple sur la barque
- Paule Noëlle : Marie-Noëlle de Montsouris
- Pierre Collet : un truand
- Claude Evrard : l'homme volé
- Georges Guéret : un truand
- Max Montavon : le majordome des de Montsouris
- Charles Moulin : le Breton
- Michel Nastorg : M. de Montsouris
- Jeanne Pérez : la Bretonne
- Pierre Repp : le commissaire
- Michel Thomass : un truand
- Roger Trapp : un cycliste
- Raymonde Vattier : Mme de Montsouris
- Dominique Zardi : un truand
- Jacques Blot
- Jean Coste
- Jacques Dumur
- Élie Pressmann
- Jacques Ramade
- Dominique Solane
- Jean-Jacques Steen